# Sommaren vid älven
Sommaren vid älven (finska: Kuningasjätkä) är en finsk dramafilm från 1998 i regi av Markku Pölönen. I huvudrollerna ses Pertti Koivula och Simo Kontio. Filmen hade svensk premiär 8 maj 1998. Den mottog fem Jussistatyetter 1999, däribland för bästa film.

## Handling
Filmen utspelar sig på den finska landsbygden på 1950-talet, och handlar om en far (Pertti Koivula) och hans son Topi (Simo Kontio), som under sommaren ger sig in på äventyret att bli flottare. De har just förlorat sin hustru respektive mamma, men sommarens erfarenheter ska föra far och son närmre än någonsin.

## Rollista i urval
- Pertti Koivula – Tenho Ovaska
- Simo Kontio – Topi
- Esko Nikkari – Hannes
- Anu Palevaara – Hilkka
- Peter Franzén – Kottarainen
- Sulevi Peltola – Puukko
- Vesa Mäkelä – Hilteeni
- Heikki Kujanpää – Tohkanen
- Hannu Virolainen – handelsmannen
- Ilkka Koivula – Lavikisinenn